# Retórica geral
Titulo dum livro do Grupo µ (1970), momento importante no movimento de fundação da poética como ciência das formas literárias em geral, de  reformulação contemporânea da retórica e de descrição das operações fundamentais de que as figuras e os tropos são casos particulares.
Neste trabalho, o corpus de figuras retóricas é analisado em função da natureza do procedimento que lhe dá origem, de que resulta a esquematização em quatro operações : a supressão, a adjunção, a supressão-adjunçao, a mutação. Paralelamente ao esquema de operações, a obra reorganiza os antigos tropos em função de seus níveis básicos de ocorrência, de tal modo que a nova sistematização se revela pertinente e funcional. A teorização decorre do trato direto com a realidade da língua em todas as suas manifestações, inclusive a linguagem jornalística, publicitária e coloquial e a gíria e mostra que nenhum texto, qualquer que ele seja, escapa a uma teoria das figuras da linguagem.